# Santa Efigênia de Minas
Santa Efigênia de Minas este un oraș în Minas Gerais (MG), Brazilia.